# Nemyriv
Nemyriv (in ucraino Немирів?) è una città ucraina (11 421 abitanti), nel distretto di Vinnycja, nell'oblast' di Vinnycja. Ospita l'amministrazione della comunità territoriale di Nemyriv, una delle comunità territoriali dell'Ucraina.
Fino al 18 luglio 2020 Nemyriv fungeva da centro amministrativo del distretto di Nemyriv. Come parte della riforma amministrativa che ha ridotto a sei il numero dei distretti dell'oblast' di Vinnycja, il distretto di Nemyriv venne fuso nel distretto di Vinnycja.